# Phycus dioctriaeformis
Phycus dioctriaeformis är en tvåvingeart som först beskrevs av Ignaz Rudolph Schiner 1868.  Phycus dioctriaeformis ingår i släktet Phycus och familjen stilettflugor. Inga underarter finns listade i Catalogue of Life.